# (30104) 2000 FA3
2000 أف أي 3 (ويعرف أيضًا باسم (30104) 2000 أف أي 3 وفق تسمية الكوكب الصغير) (بالإنجليزية: 2000 FA3)‏ هو كويكب ضمن حزام الكويكبات؛ وترتيبه 30104 من حيث الاكتشاف.
اكتُشف هذا الجُرم الفلكي بواسطة تيتسوؤو كاغاوا في 27 مارس 2000.

## وصلات خارجية
- (30104) 2000 FA3 في قاعدة بيانات مختبر الدفع النفاث لأجرام النظام الشمسي الصغيرة

- الاكتشاف · مخطط المدار ·  العناصر المدارية · المعلمات المادية

- (30104) 2000 FA3 على موقع ويكي سكاي: DSS2, SDSS, GALEX, IRAS, Hydrogen α, X-Ray, Astrophoto, Sky Map, Articles and images